# Comuna Roșia, Sibiu
Roșia (în maghiară: Veresmart, în germană Rothberg) este o comună în județul Sibiu, Transilvania, România, formată din satele Cașolț, Cornățel, Daia, Nou, Nucet și Roșia (reședința).

## Demografie
Componența etnică a comunei Roșia
     Români (89,27%)
     Alte etnii (0,54%)
     Necunoscută (10,19%)
Componența confesională a comunei Roșia
     Ortodocși (83,7%)
     Baptiști (3,05%)
     Alte religii (2,62%)
     Necunoscută (10,64%)
Conform recensământului efectuat în 2021, populația comunei Roșia se ridică la 6.074 de locuitori, în creștere față de recensământul anterior din 2011, când fuseseră înregistrați 5.241 de locuitori. Majoritatea locuitorilor sunt români (89,27%), iar pentru 10,19% nu se cunoaște apartenența etnică. Din punct de vedere confesional, majoritatea locuitorilor sunt ortodocși (83,7%), cu o minoritate de baptiști (3,05%), iar pentru 10,64% nu se cunoaște apartenența confesională.

## Politică și administrație
Comuna Roșia este administrată de un primar și un consiliu local compus din 15 consilieri. Primarul, Ioan David[*], de la Partidul Social Democrat, este în funcție din 2016. Începând cu alegerile locale din 2024, consiliul local are următoarea componență pe partide politice:
|  | Partid                          | Consilieri | Componența Consiliului | Componența Consiliului | Componența Consiliului | Componența Consiliului | Componența Consiliului | Componența Consiliului | Componența Consiliului | Componența Consiliului | Componența Consiliului |
|  | ------------------------------- | ---------- | ---------------------- | ---------------------- | ---------------------- | ---------------------- | ---------------------- | ---------------------- | ---------------------- | ---------------------- | ---------------------- |
|  | Partidul Social Democrat        | 9          |                        |                        |                        |                        |                        |                        |                        |                        |                        |
|  | Partidul Național Liberal       | 3          |                        |                        |                        |                        |                        |                        |                        |                        |                        |
|  | Alianța pentru Unirea Românilor | 2          |                        |                        |                        |                        |                        |                        |                        |                        |                        |
|  | Partidul Patrioților            | 1          |                        |                        |                        |                        |                        |                        |                        |                        |                        |

## Monumente
- Biserica Evanghelică-Luterană din Daia, construcție secolul al XIII-lea, monument istoric
- Biserica Evanghelică-Luterană din Roșia, construcție secolul al XIII-lea, monument istoric
- Biserica fortificată din Nou, construcție secolul al XIII-lea, monument istoric
- Monumentul Eroilor din Roșia

## Primarii comunei
- 1996[7] - 2000 - Drăgan Livia, de la PNL - Câmpeanu
- 2000[8] - 2004 - Aldea Valentin, de la UFD
- 2004[9] - 2008 - Aldea Valentin, de la PUR
- 2008[10] - 2012 - Aldea Valentin, de la PC
- 2012[11] - 2016 - Valentin Aldea, de la USL
- 2016[12] - 2020 - David Ioan, de la PALD

## Imagini

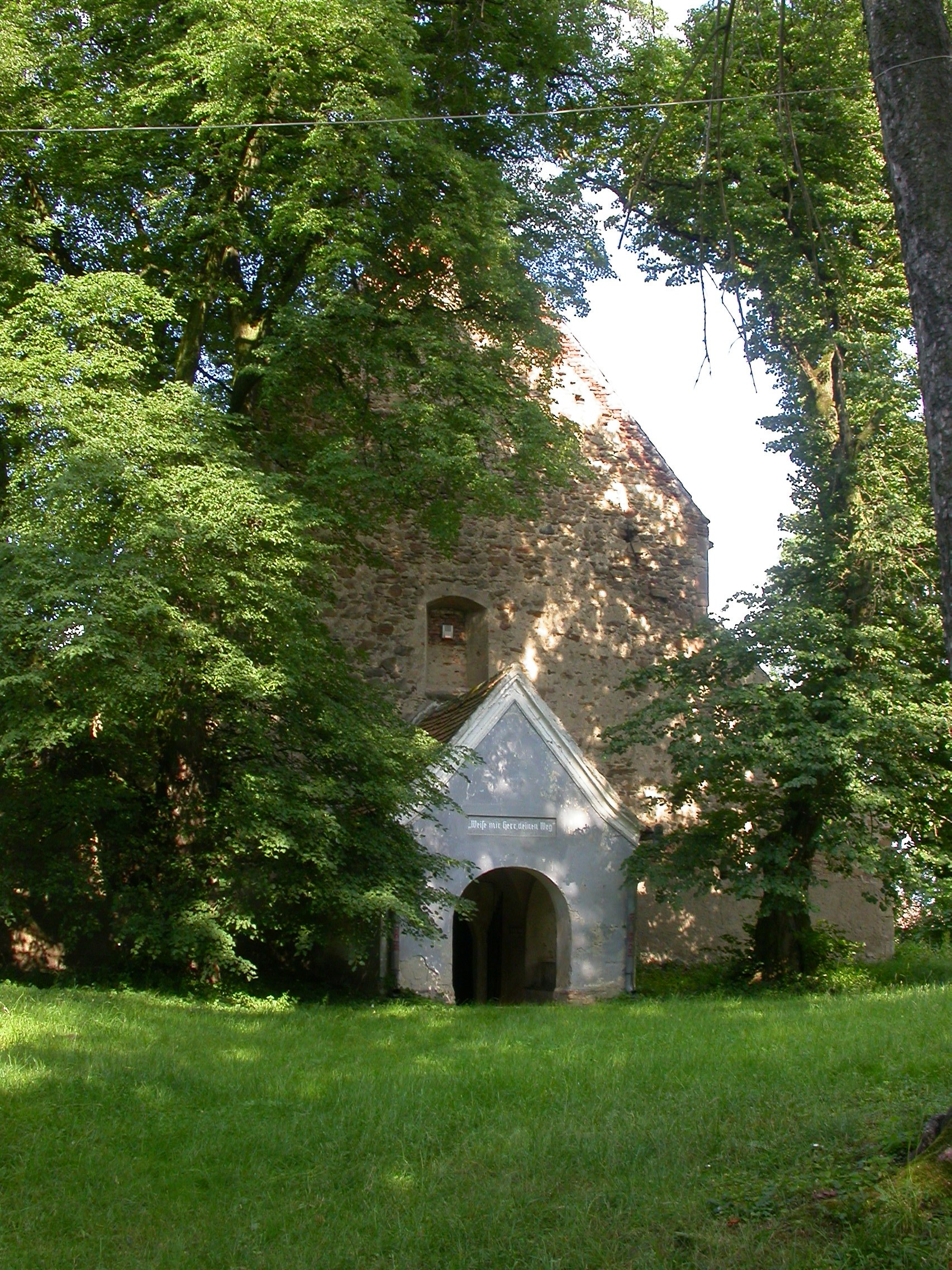
Biserica evanghelică din Roșia
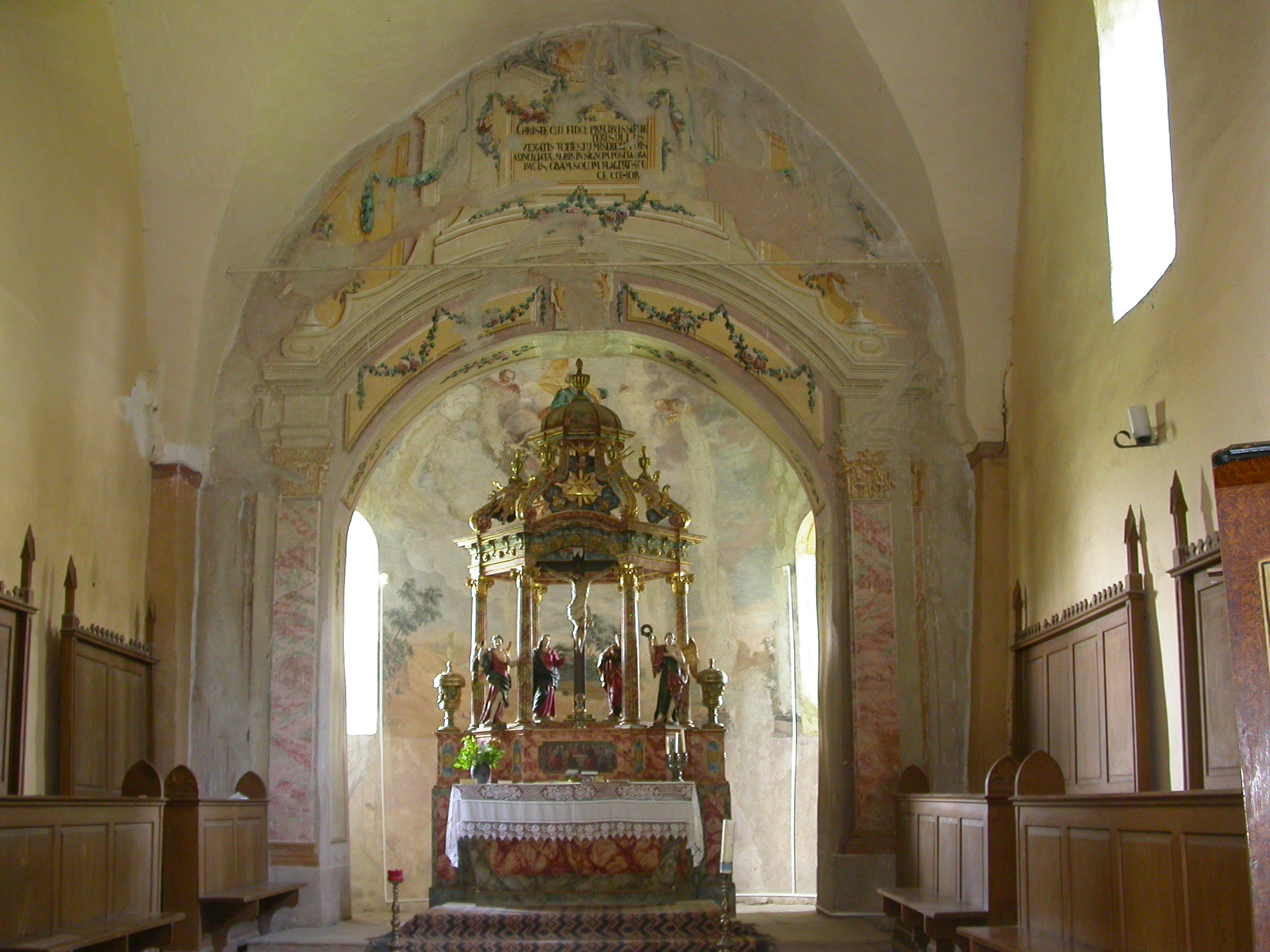
Biserica evanghelică din Roșia
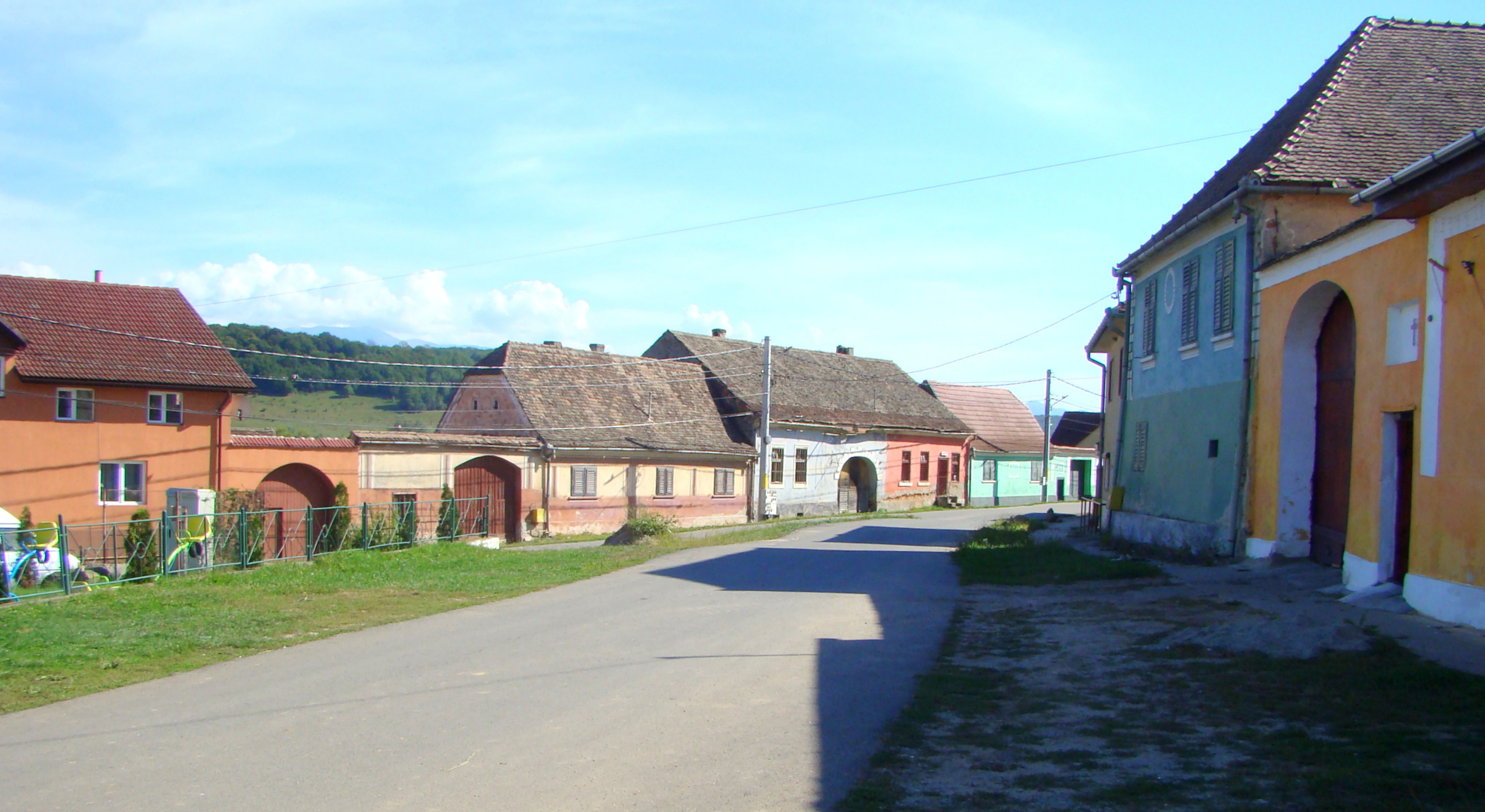
Cașolț
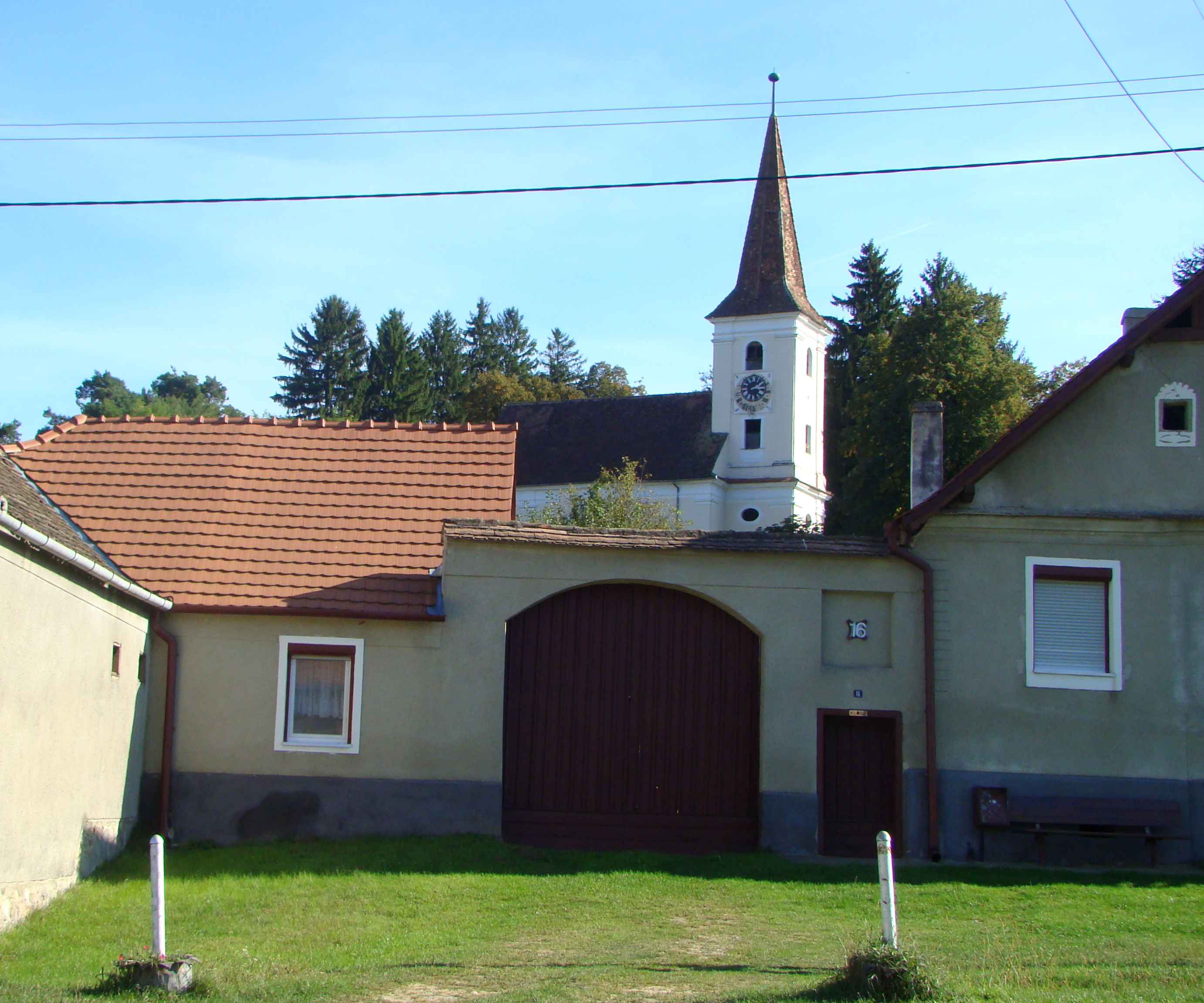
Biserica evanghelică din Cașolț
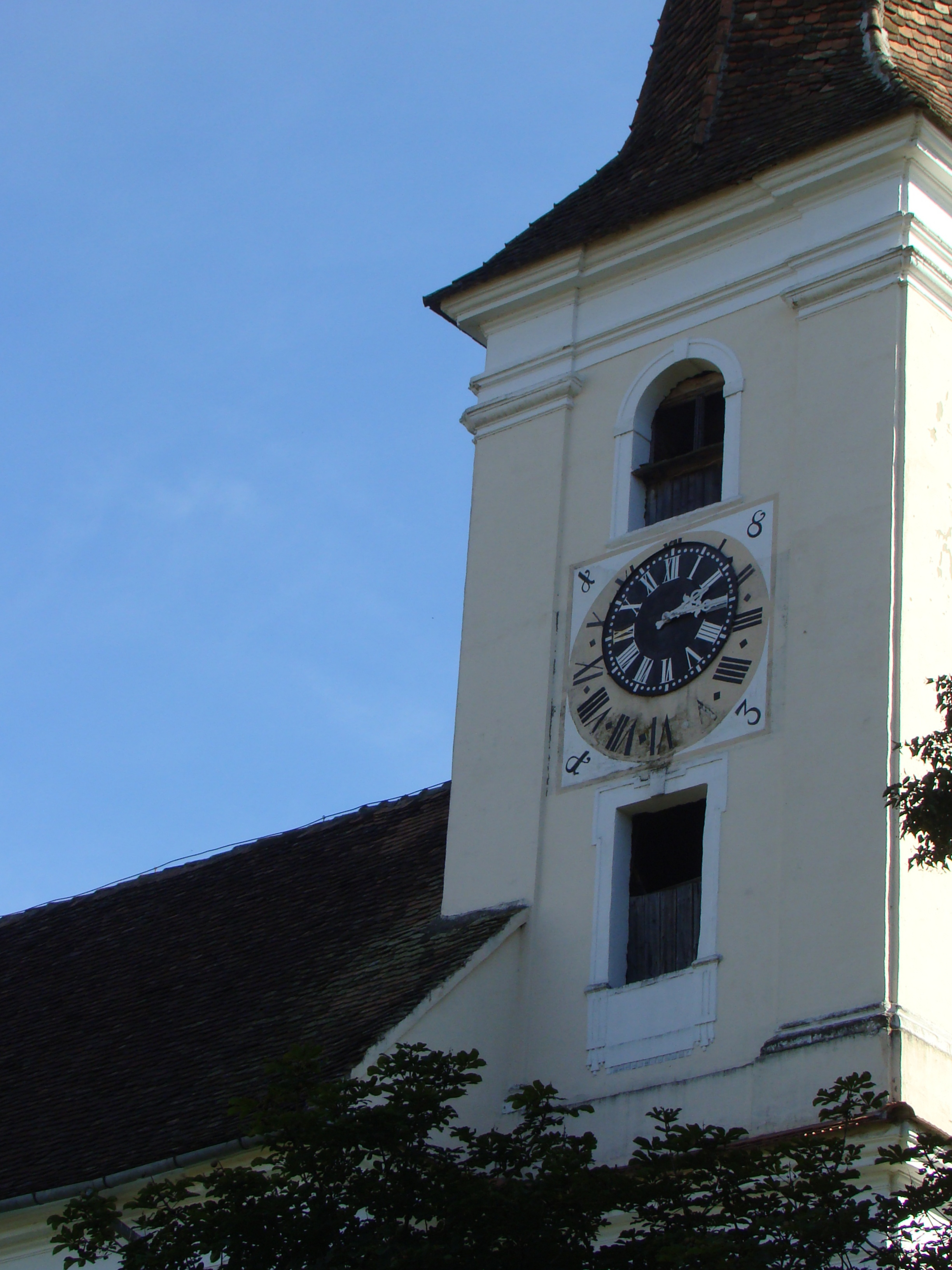
Turnul cu ceas
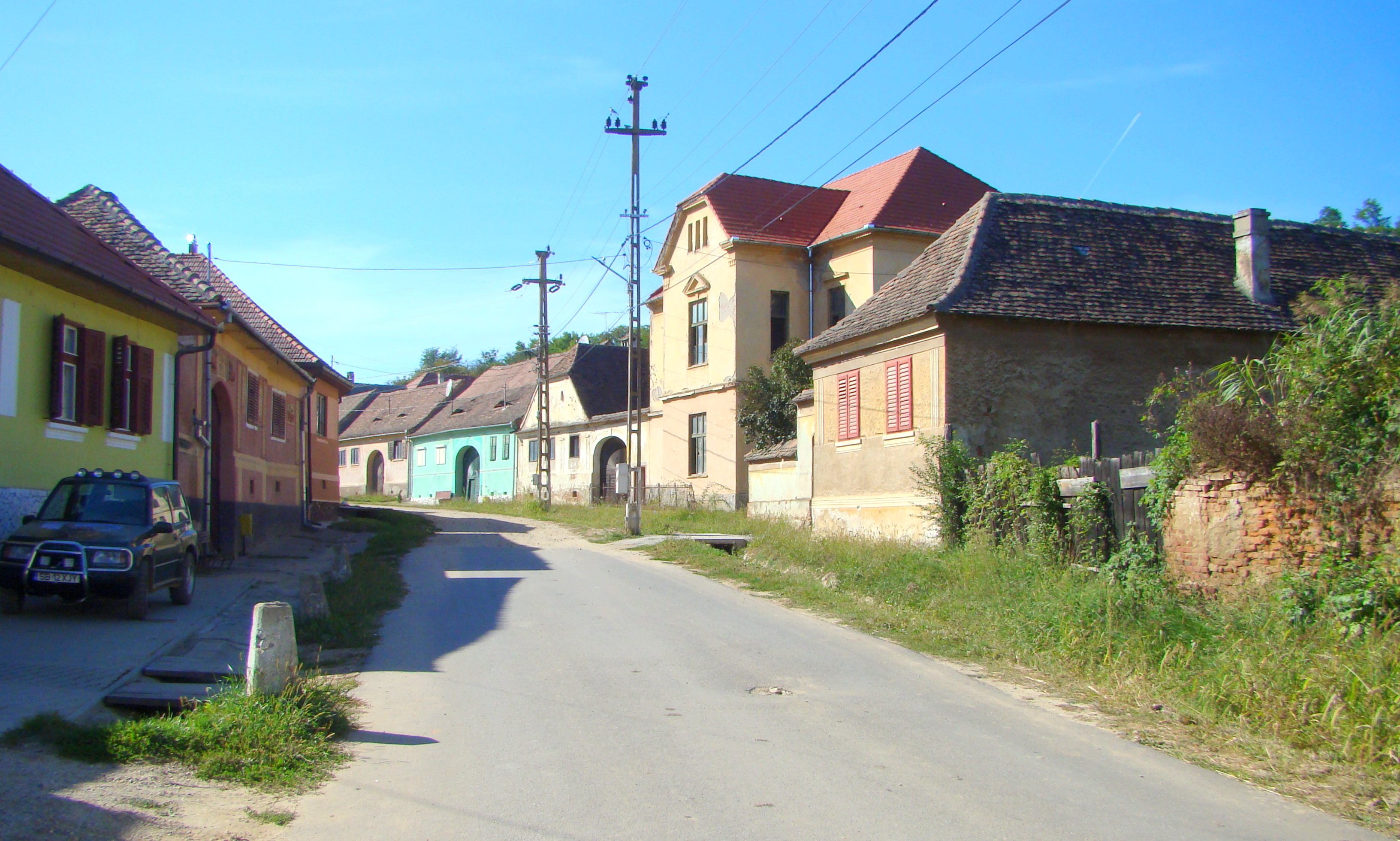
Cașolț
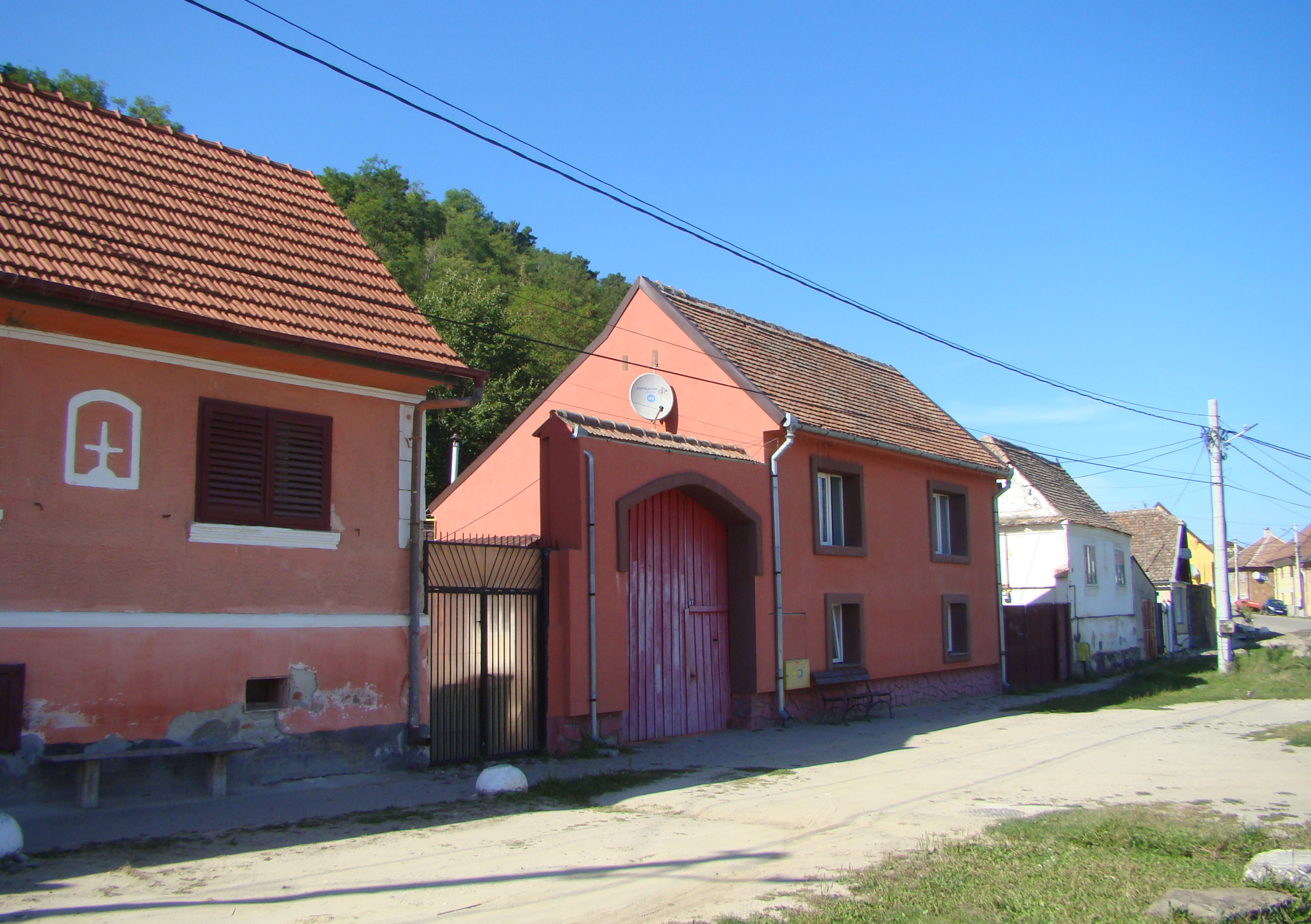
Cașolț
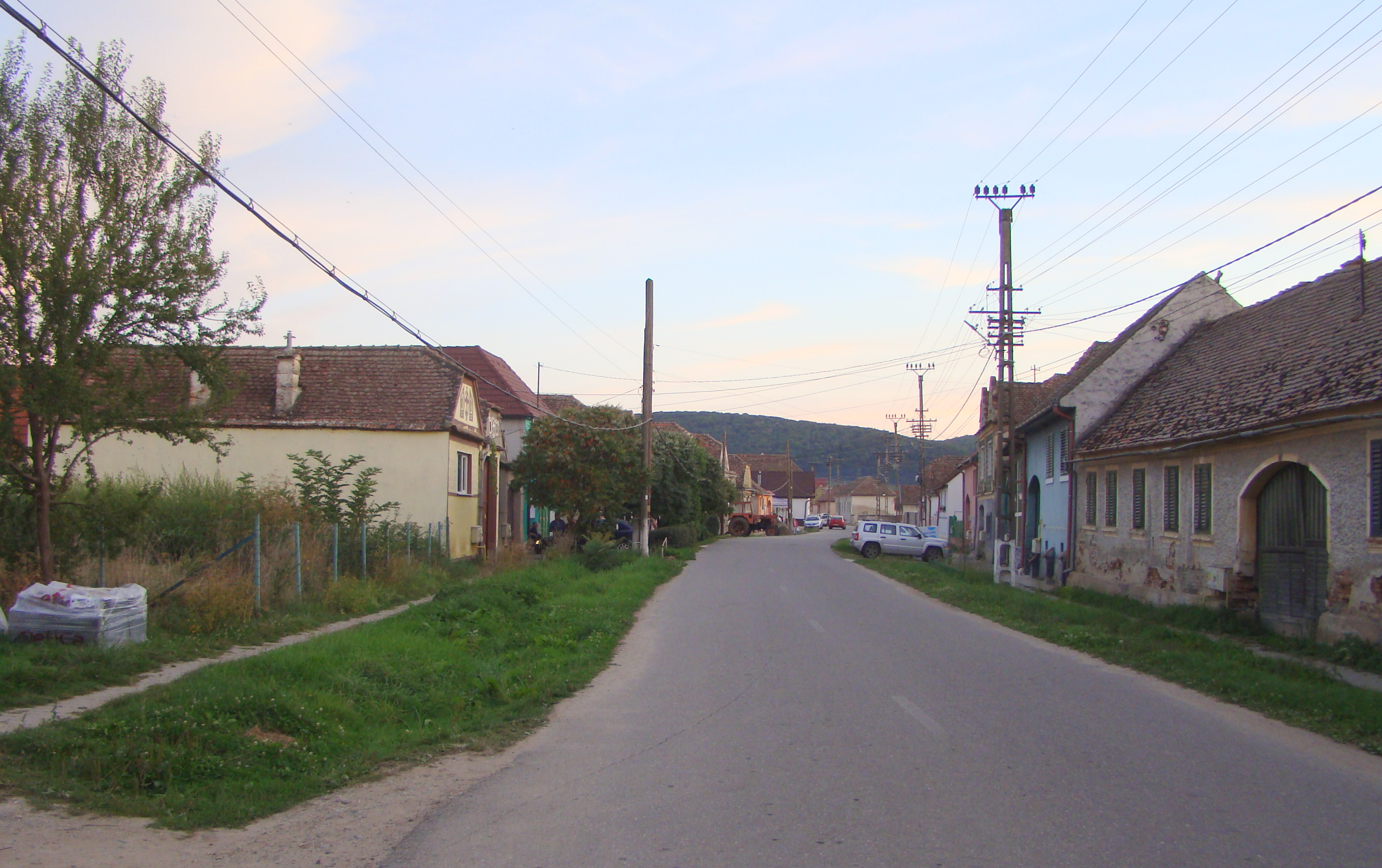
Cornățel
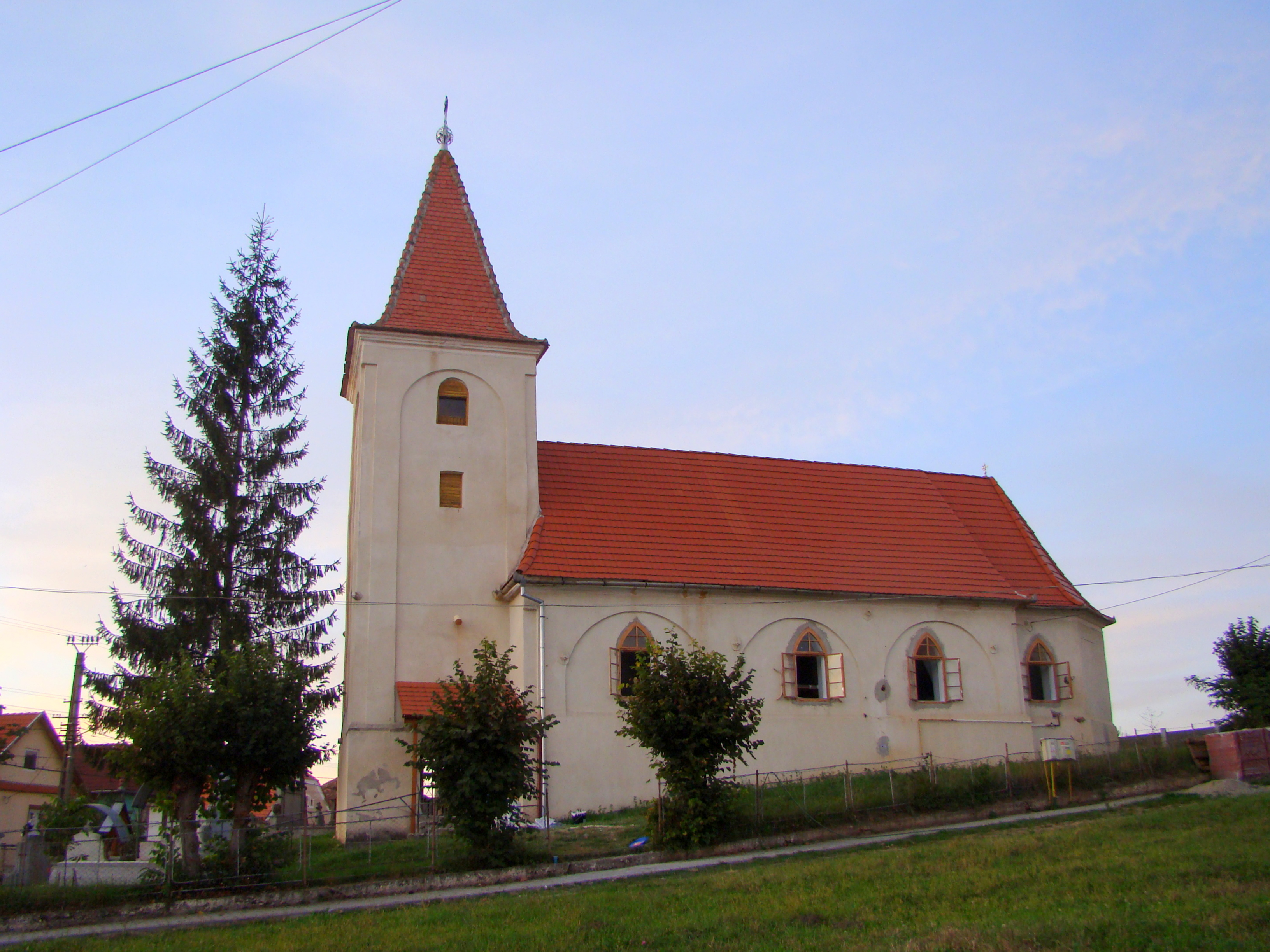
Biserica ortodoxă din Cornățel
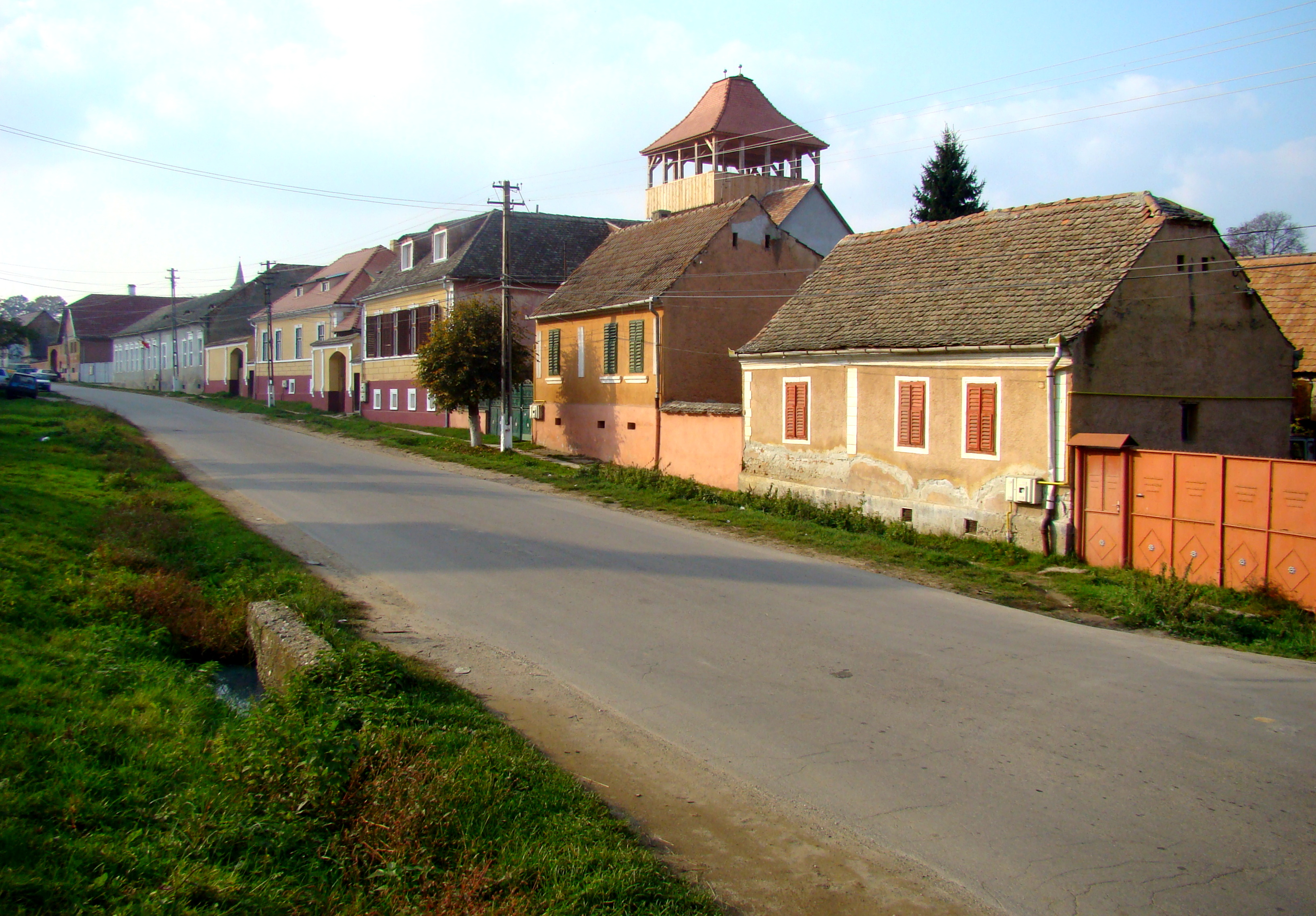
Daia
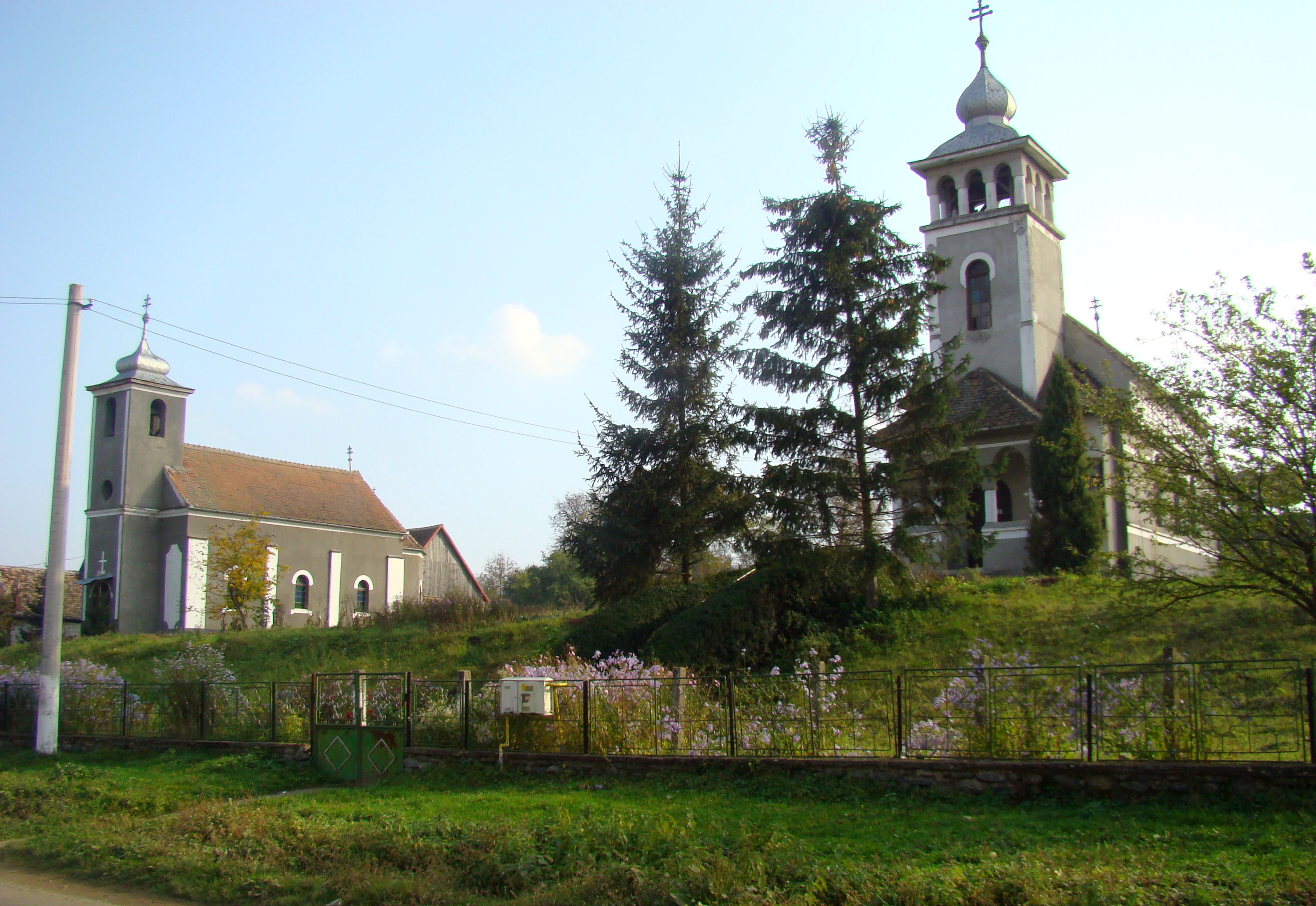
Bisericile românești din Daia
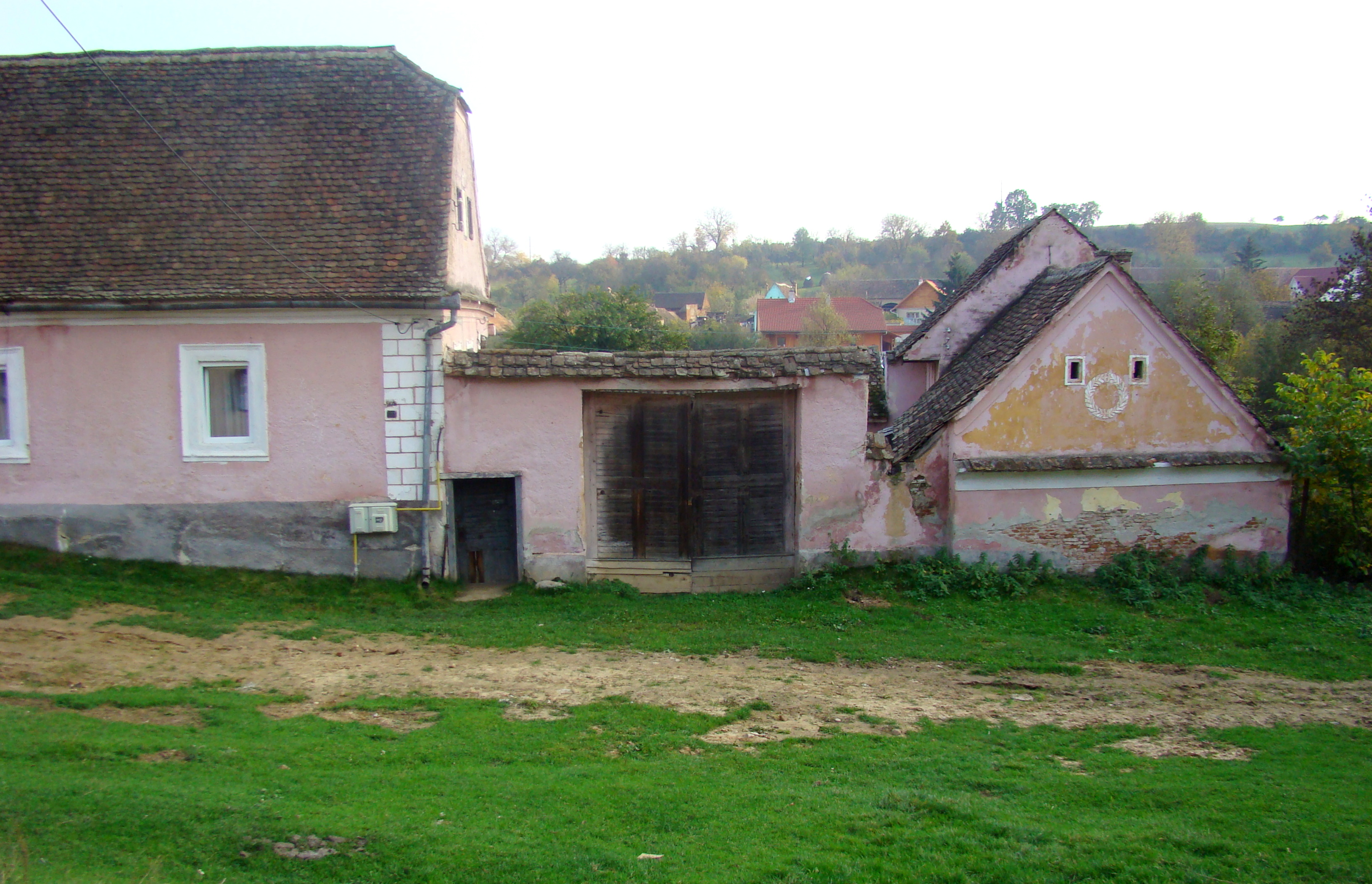
Daia
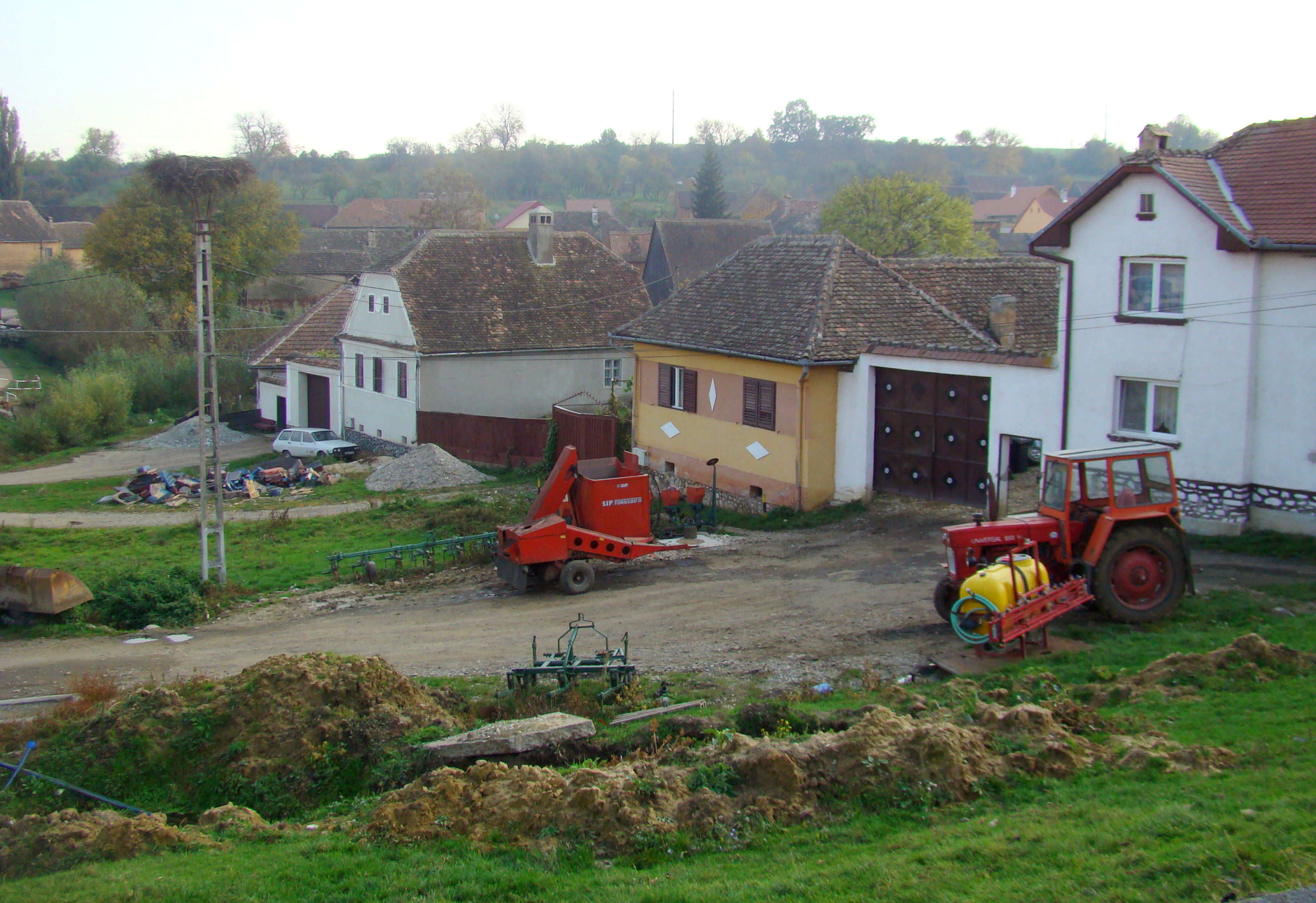
Daia
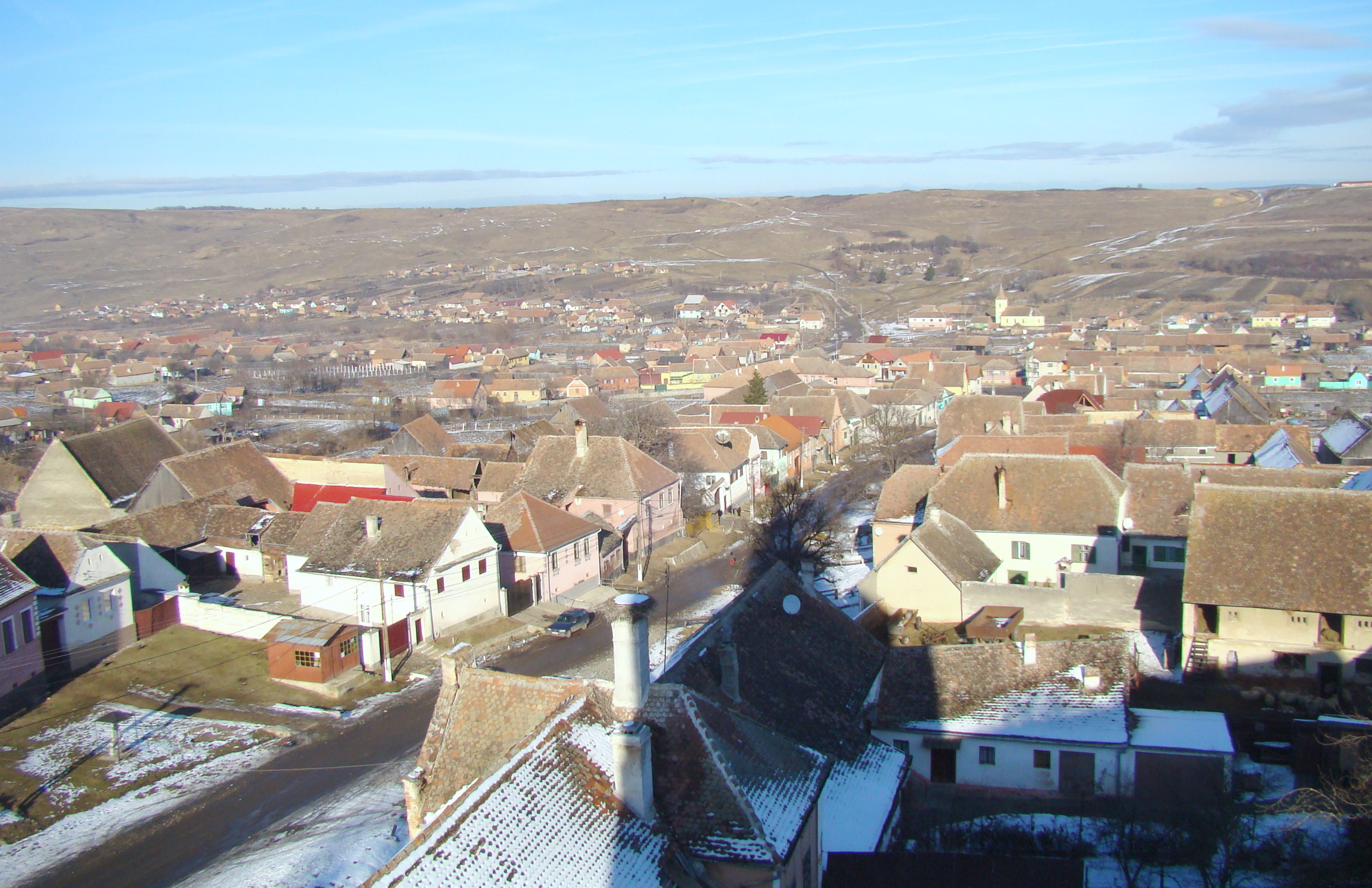
Nou
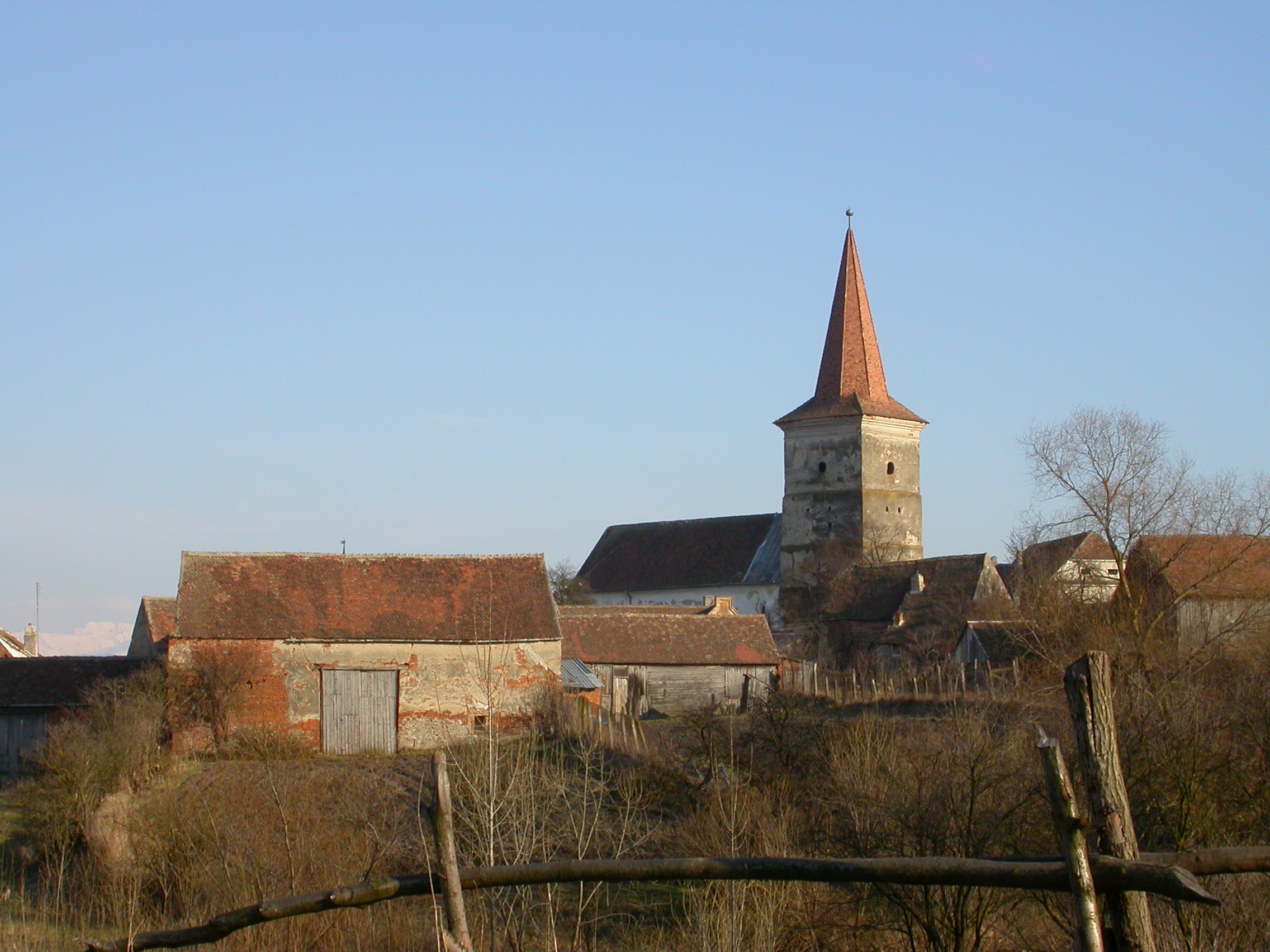
Biserica evanghelică fortificată din Nou
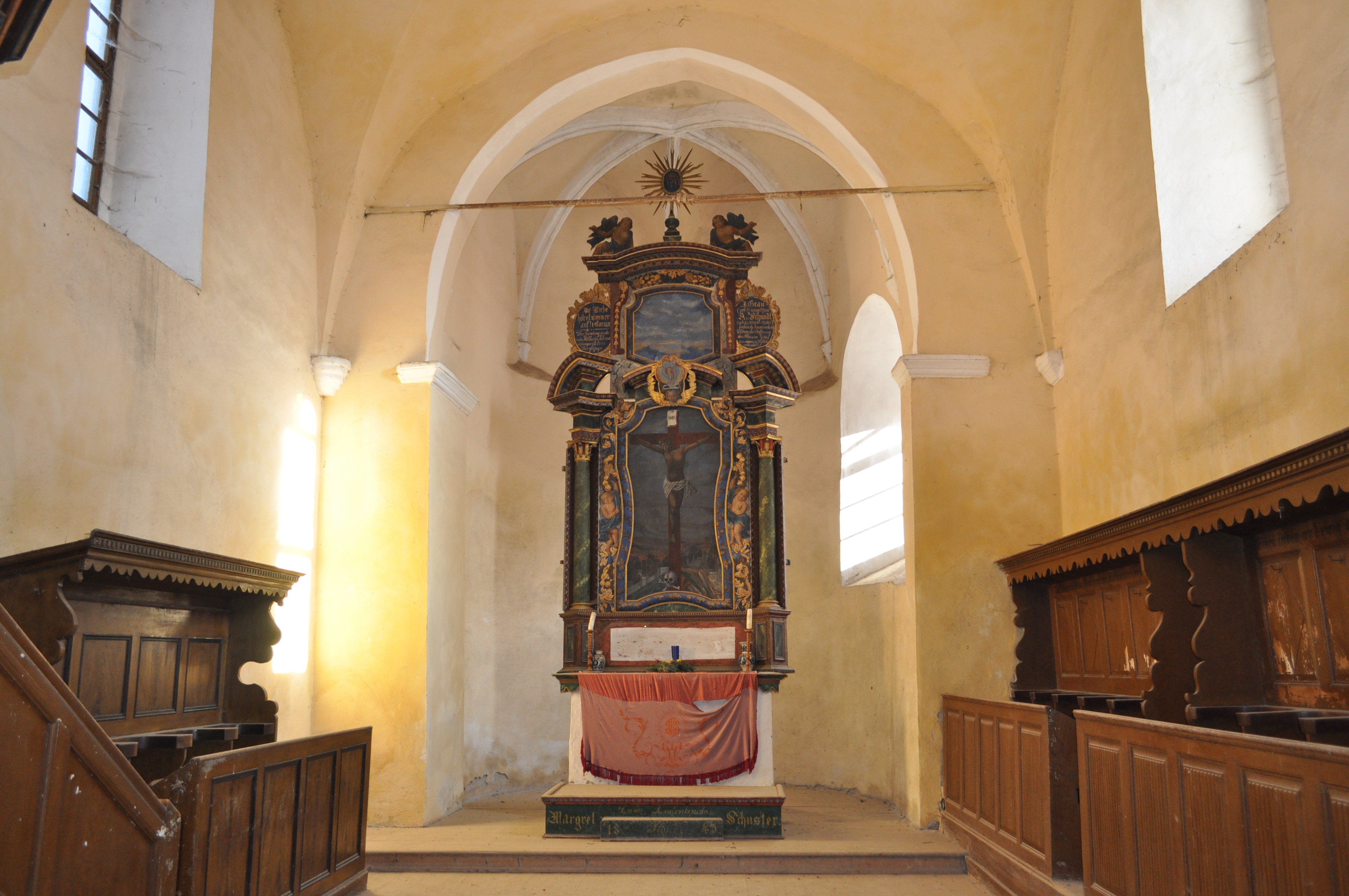
Biserica evanghelică fortificată din Nou
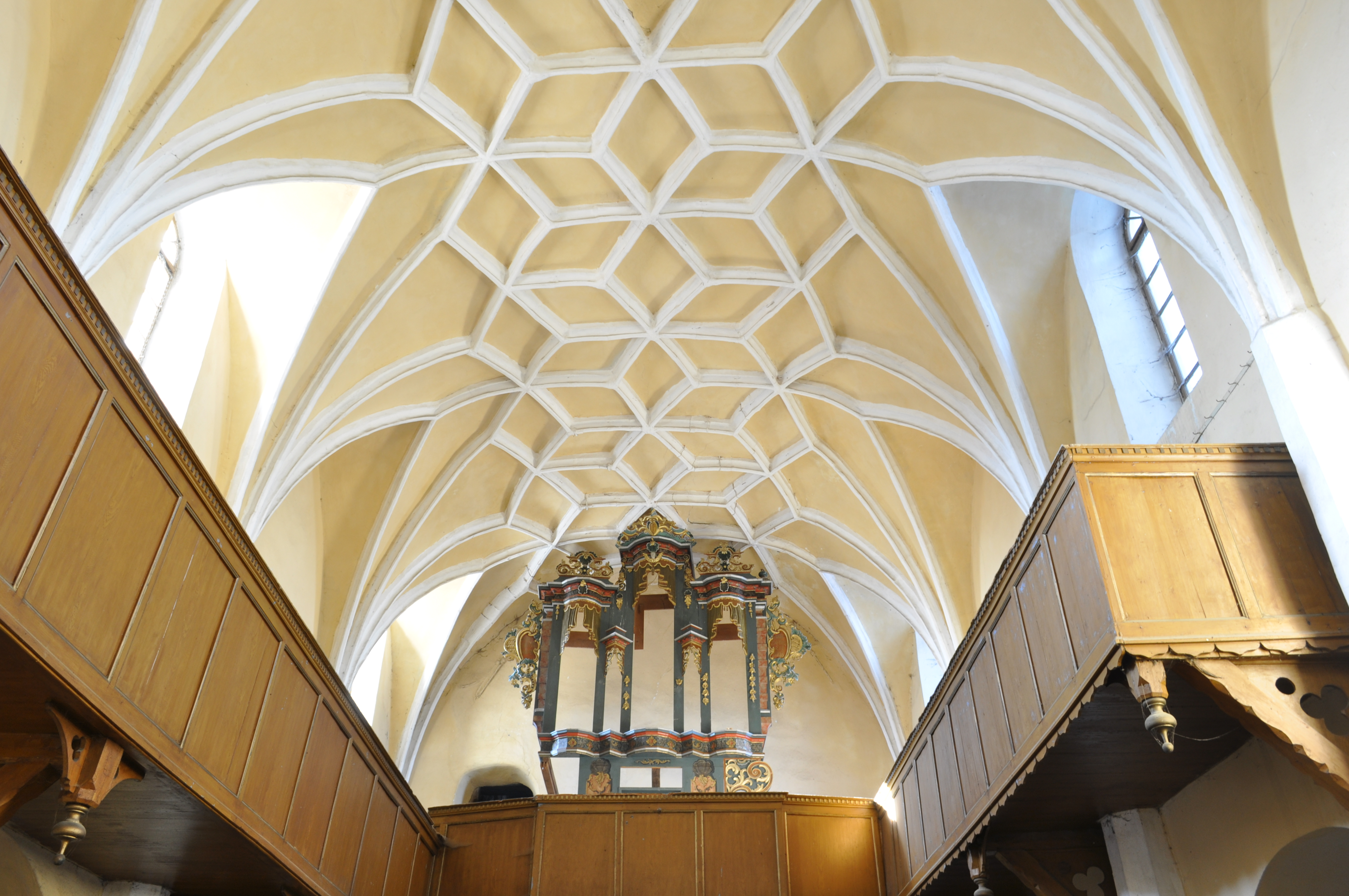
Biserica evanghelică fortificată din Nou